# Ctenorhachis
Ctenorhachis (grego para "pente espinha") é um gênero extinto da família Sphenacodontidae. Ctenorhachis estava relacionada com Dimetrodonte , mas não pertencem à mesma subfamília como Dimetrodonte e Sphenacodon, sendo um mais basal membro da Sphenacodontidae. Ctenorhachis viveu no início Permiano época. Dois espécimes são conhecidos que foram encontrados do Wichita Grupo afloramento em Baylor e Archer municípios, Texas norte-central. Somente o vértebras e pélvis são conhecidos. Vértebras articulada a partir do espécime holótipo possuem lâmina como espinhas neurais que são grandemente aumentada, embora não quase na medida em que pode ser visto em mais sphenacodontds derivados tais como dimetrodonte e Secodontosaurus , em que eles formam uma grande vela. A pélvis é quase idêntico ao do Dimetrodon. Como sugerido na descrição original do gênero, Ctenorhachis pode representar um Dimorfa sexual short-spined, embora isso pouco provável encontrar os autores.